# Курсел на Сени
Курсел на Сени (фр. Courcelles-sur-Seine) насеље је и општина у северној Француској у региону Горња Нормандија, у департману Ер која припада префектури Andelys.
По подацима из 2011. године у општини је живело 1808 становника, а густина насељености је износила 330,53 становника/km². Општина се простире на површини од 5,47 km². Налази се на средњој надморској висини од 33 метара (максималној 127 m, а минималној 8 m).

## Демографија
| 1962. | 1968. | 1975. | 1982. | 1990. | 1999. | 2011. |
| ----- | ----- | ----- | ----- | ----- | ----- | ----- |
| 676   | 947   | 1.098 | 1.241 | 1.569 | 1.503 | 1.808 |

График промене броја становника у току последњих година